# Sdružení pro rozvoj mikroregionu Střední Vsetínsko
Sdružení pro rozvoj mikroregionu Střední Vsetínsko je svazek obcí v okresu Vsetín, jeho sídlem je Jablůnka a jeho cílem je koordinace postupů při řešení problémů týkajících se rozvoje samosprávy obcí, hospodářského, sociálního a kulturního života obcí a další společné aktivity. Sdružuje celkem 12 obcí a byl založen v roce 1998.

## Obce sdružené v mikroregionu
- Bystřička
- Hošťálková
- Jablůnka
- Kateřinice
- Lhota u Vsetína
- Liptál
- Malá Bystřice
- Mikulůvka
- Oznice
- Pržno
- Ratiboř
- Růžďka